# Truyền hình Kỹ thuật số Miền Nam
Công ty TNHH Truyền hình Kỹ thuật số Miền Nam (viết tắt: SDTV) là liên doanh giữa Công ty TNHH MTV Dịch vụ Kỹ thuật Truyền hình (HTV-TMS) trực thuộc Đài Truyền hình Thành phố Hồ Chí Minh và Công ty Truyền hình Phương Nam trực thuộc Đài Phát thanh - Truyền hình Vĩnh Long. Với mục đích thực hiện đề án số hóa của  triển khai mạng đơn tần truyền dẫn, phát sóng truyền hình số mặt đất DVB-T tại 30 tỉnh thuộc các khu vực như: Nam Bộ, Nam Trung Bộ và Tây Nguyên (ngoại trừ 2 tỉnh Kon Tum và Gia Lai)

## Lịch sử
- 10 tháng 10, 2014: Thành lập SDTV, có nhiệm vụ phát sóng DVB-T2.
- 18 tháng 11, 2014: SDTV phát sóng thử nghiệm DVB-T2, kênh 33. Đến ngày 19 tháng 12 cùng năm thì phát sóng chính thức.
- 1 tháng 12, 2015: SDTV thiết lập thành công mạng đơn tần (SFN) DVB-T2 cho kênh 33

## Năng lực
- Để cung cấp sản xuất đầu thu kỹ thuật số và anten cho thị trường với hơn 1 trăm hộ gia đình tại khu vực miền Nam và 16 triệu hộ gia đình trên toàn quốc cùng việc truyền dẫn hơn 60 kênh truyền hình đặc sắc trên các kênh tần số 33, 34, 35 và 36 UHF, Công ty SDTV luôn đẩy mạnh công tác đầu tư song song với việc tận dụng tối đa các nguồn lực, hạ tầng kỹ thuật sẵn có ở các Đài Phát thanh truyền hình địa phương cùng tham gia vào mạng truyền dẫn bằng phương thức hợp tác sử dụng chung hạ tầng kỹ thuật như nhà trạm, cột anten, hệ thống máy phát và cả nhân sự vận hành khai thác.

## Quá trình lắp đặt trạm phát sóng
Tính đến ngày 20/10/2022, SDTV đã lắp đặt thành công 43 máy phát sóng truyền hình số mặt đất tại 29 trạm, bao gồm:
- 16 máy phát sóng K33
- 19 máy phát sóng K34
- 03 máy phát sóng K35
- 06 máy phát sóng K36

### Kênh 33 UHF (Tần số 570 MHz)
Lưu ý: K33 chỉ phát sóng tại Nam Bộ & Bình Thuận.
| STT | Ngày phát sóng | Tỉnh/thành phố        | Trạm phát sóng                        | Địa chỉ trạm phát sóng                                                   | Độ cao anten |
| --- | -------------- | --------------------- | ------------------------------------- | ------------------------------------------------------------------------ | ------------ |
| 1   | 18/11/2014     | Thành phố Hồ Chí Minh | Đài Truyền hình Thành phố Hồ Chí Minh | 14 Đinh Tiên Hoàng, Quận.1, Thành phố Hồ Chí Minh                        | 220 m        |
| 2   | T4/2015        | Cần Thơ               | Đài PT-TH Cần Thơ                     | 409 Đường 30/4, Quận Ninh Kiều, Thành phố Cần Thơ                        | 130 m        |
| 3   | 02/12/2015     | An Giang              | Đài PT-TH An Giang                    | 852 Trần Hưng Đạo, TP. Long Xuyên, An Giang                              | 90 m         |
| 4   | 15/03/2016     | Long An               | Đài PT-TH Long An                     | 125 Quốc lộ 1, Phường 4, TP. Tân An, Long An                             | 120 m        |
| 5   | 10/09/2016     | Bà Rịa - Vũng Tàu     | Đài PT-TH BR-VT                       | 564 Cách mạng tháng 8, Phường Phước Trung, TP. Bà Rịa, Bà Rịa - Vũng Tàu | 125 m        |
| 6   | 31/12/2016     | Bình Dương            | Đài PT-TH Bình Dương                  | 46 Đại lộ Bình Dương, TP. Thủ Dầu Một, Bình Dương                        | 250 m        |
| 7   | 10/03/2017     | Đồng Tháp             | Đài PT-TH Đồng Tháp                   | 16 Trần Phú, Phường 1, TP. Cao Lãnh, Đồng Tháp                           | 130 m        |
| 8   | 20/03/2017     | Bình Thuận            | Đài PT-TH Bình Thuận                  | 339-341 Thủ Khoa Huân, TP. Phan Thiết, Bình Thuận                        | 130 m        |
| 9   | 17/07/2017     | Tiền Giang            | Đài PT-TH Tiền Giang                  | 125 Lê Thị Hồng Gấm, Phường 4, TP. Mỹ Tho, Tiền Giang                    | 110 m        |
| 10  | 25/10/2017     | Sóc Trăng             | Đài PT-TH Sóc Trăng                   | 132 Trần Văn Bảy, Phường 3, TP. Sóc Trăng, Sóc Trăng                     | 100 m        |
| 11  | 18/11/2017     | Bình Phước            | Đài PT-TH Bình Phước                  | 1 Trần Hưng Đạo, TP. Đồng Xoài, Bình Phước                               | 113 m        |
| 12  | 30/12/2017     | Tây Ninh              | Đài PT-TH Tây Ninh                    | 322 Đường 30/4, Phường 3, TP. Tây Ninh, Tây Ninh                         | 94 m         |
| 13  | 05/01/2018     | Kiên Giang            | Trung tâm Phát sóng Hòn Me            | Hòn Me, xã Thổ Sơn, huyện Hòn Đất, Kiên Giang                            | 98+180 m     |
| 14  | 27/01/2018     | Cà Mau                | Trung tâm Viễn thông Cà Mau           | 153A Quốc lộ 1, xã Lý Văn Lâm, TP. Cà Mau, Cà Mau                        | 130 m        |
| 15  | 09/02/2018     | Đồng Nai              | Đài Truyền thanh Cẩm Mỹ               | Trung tâm hành chính huyện Cẩm Mỹ, xã Long Giao, huyện Cẩm Mỹ, Đồng Nai  | 75 m         |
| 16  | 21/09/2023     | Bạc Liêu              | Đài PT-TH Bạc Liêu                    | 410 Đường 23/8, TP Bạc Liêu, Bạc Liêu                                    | 125m         |

### Kênh 34 UHF (Tần số 578 MHz)
Lưu ý: K34 chỉ phát sóng tại Nam Bộ.
| STT | Ngày phát sóng | Tỉnh/ TP          | Trạm phát sóng              | Địa chỉ trạm phát sóng                           | Độ cao anten | Ghi chú                                                                              |
| --- | -------------- | ----------------- | --------------------------- | ------------------------------------------------ | ------------ | ------------------------------------------------------------------------------------ |
| 1   | 23/03/2016     | Vĩnh Long         | Đài PT-TH Vĩnh Long         | 50 Phạm Thái Bường, TP. Vĩnh Long, Vĩnh Long     | 180 m        |                                                                                      |
| 2   | 30/12/2016     | Hậu Giang         | Đài PT-TH Hậu Giang         | 1 Võ Văn Kiệt, P.5, TP. Vị Thanh, Hậu Giang      | 110 m        |                                                                                      |
| 3   | 17/07/2017     | Tiền Giang        | Đài PT-TH Tiền Giang        | 125 Lê Thị Hồng Gấm, P.4, TP. Mỹ Tho, Tiền Giang | 110 m        |                                                                                      |
| 4   | 19/07/2017     | An Giang          | Đài PT-TH An Giang          | 852 Trần Hưng Đạo, TP. Long Xuyên, An Giang      | 90 m         |                                                                                      |
| 5   | 21/07/2017     | Trà Vinh          | Đài PT-TH Trà Vinh          | 18A Lê Lợi, P.1, TP. Trà Vinh, Trà Vinh          | 125 m        |                                                                                      |
| 6   | 15/08/2017     | Đồng Tháp         | Đài PT-TH Đồng Tháp         | 16 Trần Phú, P.1, TP. Cao Lãnh, Đồng Tháp        | 130 m        |                                                                                      |
| 7   | 25/08/2017     | Cần Thơ           | Đài PT-TH TP Cần Thơ        | 409 Đường 30/4, Q. Ninh Kiều, TP. Cần Thơ        | 130 m        |                                                                                      |
| 8   | 01/09/2017     | Bình Dương        | Đài PT-TH Bình Dương        | 46 ĐL Bình Dương, TP. Thủ Dầu Một, Bình Dương    | 250 m        |                                                                                      |
| 9   | 07/09/2017     | Sóc Trăng         | Đài PT-TH Sóc Trăng         | 132 Trần Văn Bảy, P.3, TP. Sóc Trăng, Sóc Trăng  | 100 m        |                                                                                      |
| 10  | 12/09/2017     | Bà Rịa - Vũng Tàu | Đài PT-TH BR-VT             | 564 CMT8, P. Phước Trung, TP. Bà Rịa, BR-VT      | 125 m        |                                                                                      |
| 11  | 13/09/2017     | Long An           | Đài PT-TH Long An           | 125 QL1, Phường 4, TP. Tân An, Long An           | 120 m        |                                                                                      |
| 12  | 22/09/2017     | Bạc Liêu          | Đài PT-TH Bạc Liêu          | 410 Đường 23/8, P.8, TP. Bạc Liêu, Bạc Liêu      | 120m         |                                                                                      |
| 13  | 28/10/2017     | Bình Phước        | Đài PT-TH Bình Phước        | 1 Trần Hưng Đạo, TP. Đồng Xoài, Bình Phước       | 113 m        |                                                                                      |
| 14  | 20/11/2017     | Kiên Giang        | Trung tâm Phát sóng Hòn Me  | xã Thổ Sơn, H. Hòn Đất, Kiên Giang               | 110+180 m    |                                                                                      |
| 15  | 11/12/2017     | Cà Mau            | Trung tâm Viễn thông Cà Mau | 153 A, QL1, X. Lý Văn Lâm, TP. Cà Mau, Cà Mau    | 130 m        |                                                                                      |
| 16  | 30/12/2017     | Tây Ninh          | Đài PT-TH Tây Ninh          | 322 Đường 30/4, P.3, TP. Tây Ninh, Tây Ninh      | 94 m         |                                                                                      |
| 17  | 09/02/2018     | Đồng Nai          | Đài Truyền thanh Cẩm Mỹ     | TTHC Cẩm Mỹ, X. Long Giao, H. Cẩm Mỹ, Đồng Nai   | 75 m         |                                                                                      |
| 18  | 03/12/2021     | Bến Tre           | Đài PT-TH Bến Tre           | Số 1/3 Trần Quốc Tuấn, P.4, TP. Bến Tre, Bến Tre | 125m         | Từ 0h ngày 31/10/2024, trạm phát sóng K34 UHF chính thức ngừng hoạt động tại Bến Tre |
| 19  | 03/12/2021     | TP. Hồ Chí Minh   | Bộ Tư lệnh TPHCM            | 285/291 Cách Mạng Tháng 8, P.12, Quận 10, TP.HCM | 120m         |                                                                                      |

### Kênh 35 UHF (Tần số 586 MHz)
Lưu ý: K35 chỉ phát sóng tại Côn Đảo
- Từ ngày 28/11/2016, phát sóng truyền hình số mặt đất K35 tại Côn Đảo (gồm 3 trạm: Cỏ Ống, Bến Đầm và Trung tâm Côn Đảo).

### Kênh 36 UHF (Tần số 594 MHz)
Lưu ý: K36 chỉ phát sóng tại Nam Trung Bộ & Tây Nguyên (trừ 3 tỉnh Gia Lai, Kon Tum & Bình Thuận)
| STT | Ngày phát sóng | Tỉnh/ TP  | Trạm phát sóng             | Địa chỉ trạm phát sóng                                    | Độ cao antenna |
| --- | -------------- | --------- | -------------------------- | --------------------------------------------------------- | -------------- |
| 1   | 08/02/2018     | Khánh Hoà | Đài PT-TH Khánh Hoà        | xã Vĩnh Ngọc, TP. Nha Trang, Khánh Hòa                    | 149 m          |
| 2   | 01/10/2018     | Đà Nẵng   | Trạm phát sóng Sơn Trà     | P. Thọ Quang, Q. Sơn Trà, Đà Nẵng                         | 50+250 m       |
| 3   | 11/04/2019     | Bình Định | Tháp truyền hình Bình Định | núi Vũng Chua, P. Ghềnh Ráng, TP. Quy Nhơn, Bình Định     | 50+580 m       |
| 4   | 15/06/2019     | Lâm Đồng  | Đài PT-TH Lâm Đồng         | Số 10 Trần Hưng Đạo, P.10, tp. Đà Lạt, Lâm Đồng           | 100 m          |
| 5   | 08/08/2019     | Quảng Nam | Tháp truyền hình Quảng Nam | Đồi An Hà, P. An Phú, tp. Tam Kỳ, Quảng Nam               | 40+125m        |
| 6   | 30/11/2021     | Đắk Lắk   | Trạm phát sóng đèo Hà Lan  | Trạm Viễn thông Hà Lan, P. Bình Tân, tx. Buôn Hồ, Đắk Lắk | 57+? m         |

## Danh sách kênh chương trình kỹ thuật số SDTV[1]
Chú ý: Các kênh truyền hình phát dưới dạng HD được in đậm
| Kênh tần số                                                                     | STT | Tên kênh                      | Khu vực                    |
| ------------------------------------------------------------------------------- | --- | ----------------------------- | -------------------------- |
| 33-UHF (570 MHz)                                                                | 1   | HTV9                          | Nam Bộ¹                    |
| 33-UHF (570 MHz)                                                                | 2   | HTV7                          | Nam Bộ¹                    |
| 33-UHF (570 MHz)                                                                | 3   | BTV6 (Bình Thuận)             | Nam Bộ¹                    |
| 33-UHF (570 MHz)                                                                | 4   | THTPCT1 (Cần Thơ)             | Nam Bộ¹                    |
| 33-UHF (570 MHz)                                                                | 5   | TTV2 (Tây Ninh)               | Nam Bộ¹                    |
| 33-UHF (570 MHz)                                                                | 6   | HTV Key                       | Nam Bộ¹                    |
| 33-UHF (570 MHz)                                                                | 7   | THĐT1 (Đồng Tháp)             | Nam Bộ¹                    |
| 33-UHF (570 MHz)                                                                | 8   | BRT (Bà Rịa - Vũng Tàu)       | Nam Bộ¹                    |
| 33-UHF (570 MHz)                                                                | 9   | CTV (Cà Mau)                  | Nam Bộ¹                    |
| 33-UHF (570 MHz)                                                                | 10  | HTV Thể Thao                  | Nam Bộ¹                    |
| 33-UHF (570 MHz)                                                                | 11  | TTV1 (Tây Ninh)               | Nam Bộ¹                    |
| 33-UHF (570 MHz)                                                                | 12  | THTPCT3 (Cần Thơ)             | Nam Bộ¹                    |
| 33-UHF (570 MHz)                                                                | 13  | ĐN1- NRTV (Đồng Nai)          | Nam Bộ¹                    |
| 33-UHF (570 MHz)                                                                | 14  | THĐT2 - Miền Tây (Đồng Tháp)  | Nam Bộ¹                    |
| 33-UHF (570 MHz)                                                                | 15  | LTV2 (Lâm Đồng)               | Nam Bộ¹                    |
| 34-UHF (578 MHz)                                                                | 1   | THVL1                         | Nam Bộ¹                    |
| 34-UHF (578 MHz)                                                                | 2   | THVL2                         | Nam Bộ¹                    |
| 34-UHF (578 MHz)                                                                | 3   | THVL3                         | Nam Bộ¹                    |
| 34-UHF (578 MHz)                                                                | 4   | THVL4                         | Nam Bộ¹                    |
| 34-UHF (578 MHz)                                                                | 5   | CTV (Cà Mau)                  | Nam Bộ¹                    |
| 34-UHF (578 MHz)                                                                | 6   | THTPCT2 (Cần Thơ)             | Nam Bộ¹                    |
| 34-UHF (578 MHz)                                                                | 7   | THĐT2 - Miền Tây (Đồng Tháp)  | Nam Bộ¹                    |
| 34-UHF (578 MHz)                                                                | 8   | ATV2 (An Giang)               | Nam Bộ¹                    |
| 34-UHF (578 MHz)                                                                | 9   | ATV1 (An Giang)               | Nam Bộ¹                    |
| 34-UHF (578 MHz)                                                                | 10  | THTPCT3 (Cần Thơ)             | Nam Bộ¹                    |
| 34-UHF (578 MHz)                                                                | 11  | THVL2 (Vĩnh Long)             | Nam Bộ¹                    |
| 35-UHF (586 MHz)                                                                | 1   | BRT (Bà Rịa - Vũng Tàu)       | Côn Đảo, Bà Rịa - Vũng Tàu |
| 35-UHF (586 MHz)                                                                | 2   | VTV1                          | Côn Đảo, Bà Rịa - Vũng Tàu |
| 35-UHF (586 MHz)                                                                | 3   | VTV3                          | Côn Đảo, Bà Rịa - Vũng Tàu |
| 35-UHF (586 MHz)                                                                | 4   | HTV7                          | Côn Đảo, Bà Rịa - Vũng Tàu |
| 35-UHF (586 MHz)                                                                | 5   | THVL1                         | Côn Đảo, Bà Rịa - Vũng Tàu |
| 35-UHF (586 MHz)                                                                | 6   | ANTV (TH Công an Nhân dân)    | Côn Đảo, Bà Rịa - Vũng Tàu |
| 35-UHF (586 MHz)                                                                | 7   | QPVN (TH Quốc phòng Việt Nam) | Côn Đảo, Bà Rịa - Vũng Tàu |
| 35-UHF (586 MHz)                                                                | 8   | HTV9                          | Côn Đảo, Bà Rịa - Vũng Tàu |
| 35-UHF (586 MHz)                                                                | 9   | THTG (Tiền Giang)             | Côn Đảo, Bà Rịa - Vũng Tàu |
| 35-UHF (586 MHz)                                                                | 10  | ATV2 (An Giang)               | Côn Đảo, Bà Rịa - Vũng Tàu |
| 35-UHF (586 MHz)                                                                | 11  | ATV1 (An Giang)               | Côn Đảo, Bà Rịa - Vũng Tàu |
| 36-UHF (594 MHz)                                                                | 1   | HTV7                          | Nam Trung Bộ & Tây Nguyên² |
| 36-UHF (594 MHz)                                                                | 2   | HTV9                          | Nam Trung Bộ & Tây Nguyên² |
| 36-UHF (594 MHz)                                                                | 3   | HTV2                          | Nam Trung Bộ & Tây Nguyên² |
| 36-UHF (594 MHz)                                                                | 4   | HTV3                          | Nam Trung Bộ & Tây Nguyên² |
| 36-UHF (594 MHz)                                                                | 5   | HTV Thể Thao                  | Nam Trung Bộ & Tây Nguyên² |
| 36-UHF (594 MHz)                                                                | 6   | THVL1                         | Nam Trung Bộ & Tây Nguyên² |
| 36-UHF (594 MHz)                                                                | 7   | THVL2                         | Nam Trung Bộ & Tây Nguyên² |
| 36-UHF (594 MHz)                                                                | 8   | TTV2 (Tây Ninh)               | Nam Trung Bộ & Tây Nguyên² |
| 36-UHF (594 MHz)                                                                | 9   | Da Nang TV1                   | Nam Trung Bộ & Tây Nguyên² |
| 36-UHF (594 MHz)                                                                | 10  | Da Nang TV2                   | Nam Trung Bộ & Tây Nguyên² |
| 36-UHF (594 MHz)                                                                | 11  | KTV (Khánh Hoà)               | Nam Trung Bộ & Tây Nguyên² |
| 36-UHF (594 MHz)                                                                | 12  | GTV (Gia Lai)                 | Nam Trung Bộ & Tây Nguyên² |
| 36-UHF (594 MHz)                                                                | 13  | LTV1 (Lâm Đồng)               | Nam Trung Bộ & Tây Nguyên² |
| 36-UHF (594 MHz)                                                                | 14  | QRT (Quảng Nam)               | Nam Trung Bộ & Tây Nguyên² |
| 36-UHF (594 MHz)                                                                | 15  | THTPCT1 (Cần Thơ)             | Nam Trung Bộ & Tây Nguyên² |
| 36-UHF (594 MHz)                                                                | 16  | THĐT1 (Đồng Tháp)             | Nam Trung Bộ & Tây Nguyên² |
| Chú thích: ¹ Bao gồm cả Bình Thuận ² Không bao gồm Bình Thuận, Kon Tum, Gia Lai |     |                               |                            |